# فرانکو جیرالدی
فرانکو جیرالدی (ایتالیایی: Franco Giraldi؛ زادهٔ ۱۱ ژوئیهٔ ۱۹۳۱ - درگذشته ۲ دسامبر ۲۰۲۰) یک کارگردان فیلم و فیلم‌نامه‌نویس اهل ایتالیا است.
از فیلم‌ها یا مجموعه‌های تلویزیونی که وی در آن‌ها نقش داشته‌است می‌توان به مرز و هفت تپانچه برای خانواده مک‌گرگور اشاره نمود.

## زندگی و شغل
جیرالدی که در کومن به دنیا آمد، دوران کودکی و نوجوانی خود را در بین قبایل کارسو، تریست و گوریزیا گذراند. در سنین پایین بود که در طول جنگ جهانی دوم، به پارتیزان‌های ایتالیایی کمک کرد.
اولین تماس حرفه‌ای او با دنیای سینما به عنوان منتقد فیلم از صفحات روزنامه «وحدت» بود. بعدها جیرالدی این فرصت را پیدا کرد که به عنوان دستیار کارگردان، با جیلو پونته‌کوروو، جوزپه د سانتیس، سرجو کوربوچی و سرجو لئونه کار کند.
جیرالدی در ۲ دسامبر ۲۰۲۰ در سن ۸۹ سالگی بر اثر کووید ۱۹ در جریان دنیاگیری کووید-۱۹ در ایتالیا درگذشت.